# Quận Porter, Indiana
Quận Porter là một quận thuộc tiểu bang Indiana, Hoa Kỳ.
Quận này được đặt tên theo David Porter. Theo điều tra dân số của Cục điều tra dân số Hoa Kỳ năm 2010, quận có dân số 164.343 người. Quận lỵ đóng ở Valparaiso.

## Địa lý
Theo Cục điều tra dân số Hoa Kỳ, quận có diện tích 1.351 km2, trong đó có 268 km2 là diện tích mặt nước.